# Herbert (album)
Herbert – autorski projekt muzyczny Karima Martusewicza, firmowany przez jego międzynarodowy zespół Karimski Club. Album stanowi muzyczne rozwinięcie poezji Zbigniewa Herberta, został zarejestrowany między październikiem 2008 a wrześniem 2009 oraz jednorazowo wykonany koncertowo.

## Historia powstania
Rok 2008 uchwałą Sejmu RP ustanowiono rokiem Zbigniewa Herberta. Zainspirowało to Karima Martusewicza do próby muzycznego zilustrowania poezji Herberta. Już wcześniej Martusewicz dwukrotnie uczestniczył w takich przedsięwzięciach w ramach swojej działalności w zespole Voo Voo – przy okazji opracowywania myśli księdza Józefa Tischnera i poezji księdza Jana Twardowskiego.
Do współpracy zaprosił:
- swój międzynarodowy zespół jazzowy Karimski Club w pełnym składzie: Sylwia „Vishenka” Wiśniewska, Antar Jackson, Pako Sarr, Ricky Lion, Eldis la Rosa, Martin Woess, Piotr „Falko” Rychlec, Harry Tanschek, Atma Anur, Lukas Knoefler, Luis Ribeiro, DJ Krime
- muzyków swojej macierzystej grupy Voo Voo: Wojciecha Waglewskiego i Mateusza Pospieszalskiego
- część składu ukraińskiego zespołu Haydamaky, współpracującego w tym okresie z Voo Voo: Eugeniu Didic i Ołeksandr Demjanenko

Do projektu dołączyli też Gaba Kulka, Adam Nowak, Muniek Staszczyk i Sebastian Karpiel-Bułecka, muzycy sesyjni i chór oraz aktorzy: Maciej Stuhr, Rafał Mohr i zaproszony początkowo przez Staszczyka do wykonania w duecie jednej piosenki, a ostatecznie pełniący rolę narratora całości Jan Nowicki.
12 dni po oddaniu materiału do wydawcy, 20 października 2009 roku odbył się koncert w studiu TVP Lublin, na którym wykonano te utwory w multimedialnej oprawie.
Wydawnictwo ukazało się pierwotnie samodzielnie jako płyta CD, a następnie jako podwójne wraz z płytą DVD zawierającą nagranie koncertu. Obu wydawnictwom towarzyszyła książka z utworami Herberta oraz informacjami o przedsięwzięciu.

## Lista utworów i wykonawcy

### Album studyjny
- Karim Martusewicz - muzyka, aranżacje orkiestry, produkcja muzyczna, gitara basowa, kontrabas
- Martin Woess - fender rhodes, fortepian
- Luis Ribeiro - instrumenty perkusyjne
- Eugeniu Didic - trąbka, flugelhorn

| 1.  | „Głos wewnętrzny” | 2:20  |
|     | - Jan Nowicki - recytacja |       |
| 2.  | „Marek Aureliusz” | 3:37  |
|     | na podstawie wiersza Zbigniewa Herberta „Do Marka Aurelego” - Wojciech Waglewski - śpiew - Adam Nowak - śpiew - Mateusz Pospieszalski - powietrze i klapy saksofonu - Harry Tanschek – perkusja |       |
| 3.  | „Pan Cogito a pop” | 3:56  |
|     | - Rafał Mohr - recytacja - Ołeksandr Demjanenko – gitara - Piotr Rychlec - instrumenty klawiszowe - Harry Tanschek – perkusja - DJ Kram - adaptery, elektronika |       |
| 4.  | „Stoimy na granicy” | 3:46  |
|     | na podstawie wiersza Zbigniewa Herberta „Węgrom” - Gaba Kulka - śpiew - Sylwia Wiśniewska - chórki - Ołeksandr Demjanenko – gitara - Harry Tanschek – perkusja - DJ Kram - adaptery, elektronika |       |
| 5.  | „Dwie krople” | 4:25  |
|     | - Rafał Mohr - recytacja - Ołeksandr Demjanenko – gitara - Karim Martusewicz – gitara - Piotr Rychlec - instrumenty klawiszowe - Maćko Korba - lira korbowa - Harry Tanschek – perkusja - DJ Kram - adaptery, elektronika |       |
| 6.  | „Uderzam w deskę” | 3:22  |
|     | na podstawie wiersza Zbigniewa Herberta „Kołatka” - Jan Nowicki - recytacja - Muniek Staszczyk - śpiew - Sylwia Wiśniewska - chórki - Wojciech Waglewski – gitara solowa - Karim Martusewicz – gitara - Atma Anur – perkusja |       |
| 7.  | „Kupię jej te pończochy” | 3:35  |
|     | na podstawie wiersza Zbigniewa Herberta „Jedwab duszy” oraz tekstu Pako Sarra „Wessoul” - Maciej Stuhr - recytacja - Pako Sarr - śpiew, gitara akustyczna - Ricky Lion - balafon - Atma Anur – perkusja |       |
| 8.  | „Przedmioty” | 1:03  |
|     | - Jan Nowicki - recytacja - DJ Kram - adaptery, elektronika |       |
| 9.  | „Kamyk jest...” | 3:37  |
|     | na podstawie wiersza Zbigniewa Herberta „Kamyk” oraz tekstu Antara Jacksona „The Stone” - Maciej Stuhr - recytacja - Sylwia Wiśniewska - śpiew - Antar Jackson - rap - Ołeksandr Demjanenko – gitara - Harry Tanschek – perkusja |       |
| 10. | „Lustro” | 4:17  |
|     | na podstawie wiersza Zbigniewa Herberta „Pan Cogito obserwuje w lustrze swoją twarz” oraz tekstu Eldisa la Rosa „El Reflejo” - Jan Nowicki - recytacja - Wojciech Waglewski - śpiew - Eldis la Rosa - śpiew, instrumenty perkusyjne |       |
| 11. | „Powrót do rodzinnego miasta” | 3:27  |
|     | na podstawie wiersza Zbigniewa Herberta „Pan Cogito myśli o powrocie do rodzinnego miasta” oraz tekstu Ricky Liona - Sebastian Karpiel-Bułecka - recytacja - Ricky Lion - śpiew - Wojciech Waglewski – gitara solowa - Karim Martusewicz – gitara klasyczna - Ołeksandr Demjanenko – gitara - Sylwia Wiśniewska - chórki - Atma Anur – perkusja                                                                             |       |
| 12. | „Różowe ucho” | 2:56  |
|     | - Maciej Stuhr - recytacja - Karim Martusewicz - instrumenty klawiszowe |       |
| 13. | „Domysły na temat Barabasza” | 2:57  |
|     | pamięci Piotra Łazarkiewicza - Rafał Mohr - recytacja - Karim Martusewicz - instrumenty klawiszowe - Lukas Knoefler – perkusja |       |
| 14. | „Testament” | 4:53  |
|     | - Gaba Kulka - śpiew - Adam Nowak - śpiew - Sylwia Wiśniewska - śpiew - Harry Tanschek – perkusja |       |
| 15. | „Przesłanie” | 3:58  |
|     | na podstawie fragmentów wiersza Zbigniewa Herberta „Przesłanie Pana Cogito”, tekstu Ricky Liona „Soit Fidele”, tekstu Eldisa la Rosa „No Te Detengas” oraz tłumaczeń Antara Jacksona i Sylwii Wiśniewskiej - Gaba Kulka - śpiew - Sylwia Wiśniewska - śpiew - Antar Jackson - rap - Ricky Lion - śpiew - Wojciech Waglewski - śpiew - Adam Nowak - śpiew - Eldis la Rosa - śpiew, fender rhodes - Lukas Knoefler – perkusja |       |
| 16. | „Pan Cogito o cnocie” (bonus) | 2:10  |
|     | - Jan Nowicki - recytacja - DJ Kram - adaptery, elektronika |       |
|     | | 54:19 |
|     | |       |
Karimski Chamber Orchestra w składzie:
- Grzegorz Lalek – I, II skrzypce
- Piotr Rogoziński – wiolonczela
- Anna Mocarska – flet
- Marek Moroń – obój
- Dorota Borusz-Żołnacz – klarnet
- Marcin Ostałowski – fagot
- Krzysztof Stencel – waltornia

Chór „Bornus Consort” w składzie:
- Robert Pożarski
- Marcin Bornus-Szczyciński
- Stanisław Szczyciński

- Realizacja dźwięku: Karim Martusewicz, Krzysztof Kaluta, Artur Wnorowski
- Mix: Mikołaj Wierusz, Sławomir Gładyszewski, Piotr Rychles
- Mastering: Leszek Kamiński

- Współpraca producencka: Grzegorz Sadurski
- Projekt graficzny i zdjęcia: Krzysztof Dubiel

### Album koncertowy
Na płycie DVD utwory zatytułowane zostały tak jak oryginalne wiersze Herberta. Dołączony został również reportaż telewizyjny z wypowiedziami artystów o ich udziale w projekcie Martusewicza oraz zdjęcia poety.
| 1.  | „Do Marka Aurelego”                                | 3:55  |
|     |                                                    |       |
| 2.  | „Pan Cogito a pop”                                 | 3:58  |
|     |                                                    |       |
| 3.  | „Węgrom”                                           | 3:49  |
|     |                                                    |       |
| 4.  | „Dwie krople”                                      | 4:11  |
|     |                                                    |       |
| 5.  | „Kołatka”                                          | 3:24  |
|     |                                                    |       |
| 6.  | „Jedwab duszy”                                     | 3:37  |
|     |                                                    |       |
| 7.  | „Przedmioty”                                       | 1:10  |
|     |                                                    |       |
| 8.  | „Kamyk”                                            | 3:35  |
|     |                                                    |       |
| 9.  | „Pan Cogito obserwuje w lustrze swoją twarz”       | 4:52  |
|     |                                                    |       |
| 10. | „Pan Cogito myśli o powrocie do rodzinnego miasta” | 3:30  |
|     |                                                    |       |
| 11. | „Różowe ucho”                                      | 2:59  |
|     |                                                    |       |
| 12. | „Domysły na temat Barabasza”                       | 2:59  |
|     |                                                    |       |
| 13. | „Testament”                                        | 4:54  |
|     |                                                    |       |
| 14. | „Przesłanie Pana Cogito”                           | 4:10  |
|     |                                                    |       |
|     |                                                    | 51:03 |
|     |                                                    |       |